# Aprosdocetos inexpectata
Aprosdocetos inexpectata är en fjärilsart som beskrevs av Rothschild 1917. Aprosdocetos inexpectata ingår i släktet Aprosdocetos och familjen tandspinnare. Inga underarter finns listade i Catalogue of Life.